# Västlig medelhavssork
Västlig medelhavssork (Microtus cabrerae)är en däggdjursart som beskrevs av Thomas 1906. Microtus cabrerae ingår i släktet åkersorkar, och familjen hamsterartade gnagare. Inga underarter finns listade.

## Beskrivning
En förhållandevis stor åkersork med en längd från nos till svansrot på 11 till 13 cm, svanslängd på 3,5 till 4,5 cm och vikt mellan 40 och 65 g. Huvudet är brett, ögon och öron är små som hos alla åkersorkar. Pälsen på ovansidan är mörkbrun, medan den på undersidan är mörkgrå med gulbrun ton.

## Ekologi
Den västliga medelhavssorken är en nattaktiv art, som nästan helt lever underjordiskt under sommaren. Habitaten utgörs av ängar, fält, vägrenar och kalhyggen, Den föredrar relativt fuktiga områden, och uppträder ofta i närheten av vatten. Arten kan gå upp till 1 500 m, men håller sig vanligen under 1 200 m. Den lever i små familjegrupper. Arten är växtätare och förtär främst löv och grässtjälkar.

## Utbredning
Arten förekommer fragmenterat i Spanien och Portugal.

## Status
IUCN kategoriserar arten globalt som nära hotad, och populationen minskar. Främsta skälet är moderniseringen av jordbruket, inte minst ökat betestryck, som anses har bidragit till minskningen och fragmenteringen av utbredningsområdet. Födokonkurrens med sydlig vattensork kan vara en bidragande faktor.